# エンリーク・ヴァロール・イ・ヴィーヴェス
エンリーク・ヴァロール・イ・ヴィーヴェス（バレンシア語:Enric Valor i Vives、1911年－2000年）は、スペイン・アリカンテ県カスタージャ出身の著述家、文法学者。最も重要な貢献はバレンシア語の語彙の収集と復権、そしてバレンシア州でのバレンシア語の標準語化に寄与したことである。

## 生涯
エンリーク・ヴァロールは1911年、スペイン・バレンシア地方のアリカンテ県ラルコイアー郡のカスタージャにある裕福な家の子として生まれた。19歳だった1930年、ヴァロールはアリカンテにあるバレンシア語の風刺新聞「エル・ティオ・クク」（El Tio Cuc）でジャーナリストとして働き始めた。スペイン第二共和国時代には政治活動にのめりこんでいき、その政治目標はバレンシア地方を自治地方化することであった。ヴァロールはまた、バレンシアで発行される民族主義新聞「文学共和国」（La República de les Lletres）、「エル・カミー」（El Camí）、「エル・パイス・ヴァレンシアー」（El País Valencià）などでも働き始めた。スペイン内戦が勃発した時には共和国政府を支持した。
内戦後には文学に集中するため政治的な活動から身を引いた。1950年代には、カタルーニャ、バレンシアの文化を物語調に書き綴った本「ロンダージェス」（rondalles）を『ロンダージェス・ヴァレンシアーネス』（Rondalles valencianes）（1950年-1958年）として出版することを始めた。1960年代、ヴァロールはバレンシアナショナリズムにかかわる政治的地下活動に再び加わった。そのため結果的に、ヴァロールは1966年から1968年にフランシスコ・フランコの独裁政治下で政治犯となってしまった。刑務所を出所したのち、ヴァロールの言葉に「教科でない事は、学ぶ事がない」が示すようにヴァロールは内戦後のほとんど最初のバレンシア語による雑誌「ゴルグ」（Gorg、バレンシアの車輪）を創刊した。フランコの独裁体制が終わり、ヴァロールは自由に意見を表明し、また文学作品を自由に出版できるようになり、ヴァロールはカタルーニャ語圏での多くの重要な文学および言語学の賞を受賞するという栄誉を得た。1990年代、ノーベル文学賞候補としてヴァロールを推薦するバレンシア文学グループの動きもあった。しかし2000年、ヴァロールは突如として死去。今日、バレンシア中の通りや街、学校や協会でヴァロールにちなんだ名前が付けられている。

## 言語に関する著作
ヴァロールの最初の言語に関する著作は、アリカンテの街に本拠地を置く週刊誌「エル・ティオ・クク」（El Tio Cuc）でのことであった。その作品はスペルミスまじりのスペイン語風カタルーニャ語で書かれていた。フランセスク・デ・ボルジャ・モル（Francesc de Borja Moll i Casasnovas）の指揮の下でヴァロールは、南部バレンシア語の語彙を含んだカタルーニャ語－バレンシア語－バラアース方言の辞書（カタルーニャ語諸方言間の対訳辞書）の制作に加わった。カルレス・サルバドール（Carles Salvador i Gimeno）とマヌエル・サンチス・グアルネール（Manuel Sanchis i Guarner）のように、ヴァロールは『バレンシア語講座』（Curs de la llengua valenciana）（1961年）、『我々は言語をよりよくする』（Millorem el llenguatge）（1971年）、『ヴァレンシア地方で話される中級カタルーニャ語文法』（Curso medio de gramática catalana referida especialmente al País Valenciano）（1973年）のような作品をあらわし、バレンシア語の主要な標準語化推進者の一人となった。
1983年、ヴァロールは『動詞の活用』（La flexió verbal）を出版し、この著作は広範囲にわたってバレンシア語の諸方言の動詞を収集、整理したものであった。この『動詞の活用』はバレンシア語の規範作りに活用され、また人々のバレンシア語学習のための基本的な教材として使用された。

## 文学作品
ヴァロールの最も知られた作『ロンダージェス・ヴァレンシアーネス』（Rondalles valencianes）（1950年-1958年）は、36のバレンシアの民話を集めたものである。その他、類似スタイルの作品として『フォイア・デ・カスタージャの物語』（Narracions de la Foia de Castalla）（1953年）と『メラヴェージェス・イ・ピカルディエス』（Meravelles i picardies）（1964年-1970年）などがある。ヴァロールの初の小説は1940年代と1950年代の間で書き始められた『ランビシオー・ダレッシュ』（L'ambició d'Aleix）で、1960年に発表されるまで書き続けた。おそらく彼の代表作といっていいであろう『カサーナの物語』（Cicle de Cassana）は三つの小説『約束された土地なしに』（Sense la terra promesa）（1960年）、『バトゥーダの時代』（Temps de batuda）（1983年）、『地平線の向こうに』（Enllà de l'horitzó）（1991年）で構成されている。『カサーナの詩歌』（Cicle de Cassana）におさめられた三部作は独裁政権のために抑制され隠匿された1916年と1939年の間の集団的記憶を回復する目的で書かれた。また、1982年にヴァロールは『移民の思想』（La idea de l'emigrant）を出版した。

## 主な受賞歴
- 1983年 バレンシア県議会からサンチス・グアルナー賞(Premi Sanchis Guarner)を授与。
- 1985年 バレンシア市役所からバレンシア芸術賞(Premi de les Lletres Valencianes)を授与。
- 1986年 カタルーニャ語研究所（IEC）文献学部門のメンバーに就任。
- 1987年 カタルーニャ芸術名誉賞授与。
- 1987年 バレンシア文献学大学間研究所諮問委員会メンバーに就任。
- 1993年 バレンシア大学名誉博士号授与。
- 1993年 カタルーニャ自治州政府からサン・ジョルディ十字勲章授与。
- 1996年 Miquelet de Honor de la Societat Coral El Micalet授与。
- 1997年 ハイキングと自然バレンシア研究所からカバニージェス賞(Institut Valencià d'Excursionisme i Natura)授与。
- 1998年 バレアレス諸島大学名誉博士号授与。
- 1999年 ジャウメ1世大学名誉博士号授与。
- 1999年 アリカンテ大学名誉博士号授与。
- 1999年 バレンシア工科大学名誉博士号授与。